# Energie- und Umweltagentur des Landes NÖ
Die Energie- und Umweltagentur des Landes NÖ (eNu) ist die Energie- und Umweltagentur des Landes Niederösterreich. Die 2011 gegründete eNu ist ein öffentliches Unternehmen, das sich zu 100 % im Besitz des Landes befindet. Sie untersteht dem Landesrat für Umwelt, Landwirtschaft & Energie.

## Aufgaben und Tätigkeit
Hauptaufgabe der Energie- und Umweltagentur ist die Information und Beratung von niederösterreichischen Bürgern, Unternehmen, Verwaltung und Gemeinden zu allen Fragen rund um die Themen Energie, Klima, Umwelt, Kulinarik und Naturschutz. Im Mittelpunkt der Arbeit steht die Erarbeitung, Aufbereitung und Verbreitung von Informationen und Wissen in Zusammenhang mit natürlichen Ressourcen, einem bewussten Konsum und einer nachhaltigen Lebensweise sowie die Unterstützung regionaler Akteure.
Weiterhin unterstützt die eNu Politik und Verwaltung bei der Entwicklung und Durchführung von Projekten. Ziel der Aktivitäten ist die Erreichung der formulierten Energie- und Umweltziele. Darüber hinaus ist die eNu auf österreichweiter Ebene mit Partnerorganisationen aus allen Bundesländern vernetzt und auf europäischer Ebene Mitglied im Netzwerk der regionalen Energie- und Umweltagenturen (FEDARENE).
Die eNu ist die niederösterreichische Umsetzungsstelle österreichweiter Aktivitäten, wie beispielsweise klimaaktiv und das Programm für energieeffiziente Gemeinden.

## Standorte
Mit Bürostandorten ist sie in St. Pölten (Hauptbüro), Amstetten, Hollabrunn, Mödling, Wiener Neustadt und in Zwettl vertreten.